# 摂待駅
摂待駅（せったいえき）は、岩手県宮古市田老字摂待にある三陸鉄道リアス線の駅である。
駅の愛称は「旅の八郎」。当地に住んでいた3人兄弟の末っ子、「八郎」にまつわる伝説があることに由来する。

## 歴史
- 1984年（昭和59年）4月1日：三陸鉄道北リアス線の駅として開業[1][2]。
- 2011年（平成23年）
  - 3月11日：東日本大震災により北リアス線が全線不通となる。
  - 3月29日：田老駅 - 小本駅（現・岩泉小本駅）間の運行再開に伴い営業を再開する。

## 駅構造
単式ホーム1面1線の地上駅である。ホームには待合室がある。

## 利用状況
「宮古市の統計」によると、2021年度（令和3年度）の1日平均乗車人員は7人である。
2012年度（平成24年度）以降の推移は下記のとおりである。
| 乗車人員推移       | 乗車人員推移     | 乗車人員推移 |
| 年度               | 1日平均 乗車人員 | 出典         |
| ------------------ | ---------------- | ------------ |
| 2012年（平成24年） | 10               | [ 統計 2 ]   |
| 2013年（平成25年） | 10               | [ 統計 2 ]   |
| 2014年（平成26年） | 7                | [ 統計 2 ]   |
| 2015年（平成27年） | 7                | [ 統計 2 ]   |
| 2016年（平成28年） | 5                | [ 統計 3 ]   |
| 2017年（平成29年） | 4                | [ 統計 3 ]   |
| 2018年（平成30年） | 6                | [ 統計 3 ]   |
| 2019年（令和元年） | 7                | [ 統計 3 ]   |
| 2020年（令和02年） | 7                | [ 統計 1 ]   |
| 2021年（令和03年） | 7                | [ 統計 1 ]   |

## 駅周辺
- 国道45号
- 攝待簡易郵便局
- 摂待川

## 隣の駅
三陸鉄道
■リアス線
新田老駅 - 摂待駅 - 岩泉小本駅

#### 記事本文
1. 1 2  石野哲 編『停車場変遷大事典 国鉄・JR編』 II（初版）、JTB、1998年10月1日、502頁。ISBN 978-4-533-02980-6。
2. 1 2  「私鉄年表」『私鉄車両編成表 -全国版- '84年版』ジェー・アール・アール、1984年8月1日、141頁。

#### 利用状況
1. 1 2  “第8章 運輸・通信” (PDF). 宮古市の統計 令和4年版.   宮古市 (2023年4月1日). 2024年1月11日閲覧。
2. ↑  “8 運輸・通信” (PDF). 宮古市の統計 平成28年版.   宮古市. p. 50 (2017年4月12日). 2021年5月3日閲覧。
3. ↑  “8 運輸・通信” (PDF). 宮古市の統計 令和2年版.   宮古市. p. 50 (2021年4月7日). 2021年5月3日閲覧。